# نيتشيتشا
نادي نيتشيتشا (بالبولندية: KS Nieciecza) نادي كرة قدم بولندي يلعب في دوري الدرجة الممتازة. تم تأسيس النادي عام 1922.